# Six Feet Under
Six Feet Under (tạm dịch: Bên dưới sáu phút) là loạt phim truyền hình gồm có năm mùa của Mỹ. Dự án phim được đạo diễn Alan Ball khởi tạo và sản xuất, kéo dài từ năm 2001 đến 2005.
Phim từng lọt vào danh sách 100 chương trình truyền hình mọi thời đại của tạp chí Time.